# Casta (hinduismo)

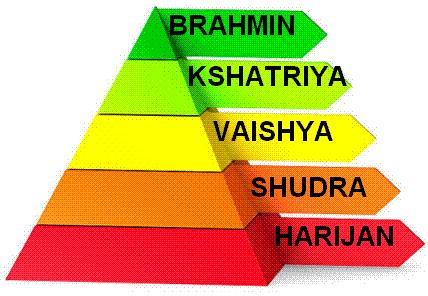
Sistema general de castas.

Casta es la denominación historiográfica de la forma de estratificación social establecida, en forma tradicional y prescriptiva, por el hinduismo en la India, el cual clasifica a las personas dentro de la sociedad en cinco grandes grupos sociales.

## Doctrina
El sistema de la India, en sánscrito varna, literalmente «color» (visto como una cualidad), es un sistema hereditario de estratificación social que ha existido en el subcontinente desde hace más de 2500 años. En él los grupos sociales se definen por un número de grupos endógamos conocidos como yati («familia»). El sistema de castas está profundamente ligado al hinduismo (una de las tres religiones principales de la India). Las castas se multiplicaron de acuerdo con los cambios introducidos en la ley brahmánica y por diversidades regionales, que establecen subdivisiones de hecho. Estas subdivisiones sociales se denominan yati. En forma general, casta se refiere a cualquier forma de estratificación que pone énfasis en factores heredados o de nacimiento del individuo para clasificarlo socialmente. 
El asunto racial en India es, en gran medida, social, como herencia de la invasión indoaria, en la que los invasores autodenominados arya impusieron una segregación racial mediante rígidas leyes religiosas para evitar el mestizaje con la población aborigen que los superaba en número, cosa que lograron en gran medida durante 900 años, que es el tiempo que duró la civilización védica. Así, las castas bajas tienden a ser de un tono bastante oscuro, mientras que las castas altas, con más ascendencia indoaria, son de piel más clara. (Aunque hay pruebas de que un sistema parecido gobernaba en el antiguo norte de la India).
El término hindú para casta, varna, distinguía entre el aryavarna (literalmente, «color noble») claro y asociado a la nobleza, de los invasores blancos, y el oscuro dasavarna (literalmente «color enemigo») de los aborígenes dravídicos preindoeuropeos, llamados los dasyu o dasas («enemigos»). Las castas eran totalmente impermeables y solo procreaban entre ellas. Las familias más nobles constituían las castas altas, mientras que las familias "plebeyas" y los descendientes de los indígenas sometidos constituían las castas bajas. 
Estos aborígenes eran pueblos de lenguas dravídicas y de otros grupos y se hallaban sobre todo en las selvas del sur de India. Los drávidas eran considerados por los arios como subhumanos, espiritualmente impuros y animalizados. 
El sistema de castas fue desafiado por el budismo, la principal disidencia del hinduismo, y flexibilizado (recientemente en el siglo XX) por los movimientos de derechos sociales. La prédica del Mahatma Gandhi contribuyó a una sociedad independiente de los preceptos religiosos.

## Origen mítico de las castas
El hinduismo enseña que los seres humanos fueron creados de las diferentes partes del cuerpo de un dios llamado Brahmá. Dependiendo de la parte del cuerpo de Brahmá de donde los humanos fueron creados, estos se clasifican en cuatro castas básicas, las cuales definen su estatus social, con quién se pueden casar y el tipo de trabajos que pueden realizar. Las Leyes de Manu dictaminan que este orden es sagrado y que nadie puede aspirar a pasar a otra casta en el transcurso de su vida. Es decir, que debe tener el oficio de su padre y casarse con alguien de su casta. La reencarnación no es casual.

## Historia de las castas
El primer texto hinduista en hacer referencia a los varnas como las cuatro grandes clases es el himno Púrusha-sukta del Rig-veda (el texto más antiguo de la India, de mediados del II milenio a. C.). Allí se dice que el Púrusha (‘varón’) es el ser supremo y el primer ser, y que mediante su primigenia inmolación se crearon todos los seres y cosas que existen, y de él salieron las cuatro grandes castas:
- Los brahmanes (sacerdotes y maestros) son la casta más alta, que —según ellos— salieron de la boca de Brahmá.
- Los chatrías (políticos y soldados), que salieron de los hombros de Brahmá.
- Los vaishias (comerciantes y artesanos), que provienen de las caderas de Brahmá.
- Los shudrás (esclavos, siervos, obreros y campesinos), que se formaron de los pies de Brahmá.

### Los intocables
Los dalits (parias, mlechas) son los intocables, una clase tan baja que se considera fuera de los varnas. Los hinduistas consideran que los dalits son tan bajos como perros y para sobrevivir suelen trabajar en los espacios laborales permitidos por el sistema de castas, como el de recoger excrementos humanos con las manos. Adicionalmente los niños suelen limpiar los inodoros del colegio al que acuden.

### Los invisibles
En algunas partes de la India, aparte de los intocables, existía una casta de personas "invisibles", que únicamente podían salir a la calle de noche. Si salían de día, los encerraban en celdas hasta que murieran de inanición.

### Las subdivisiones de castas
Los yatis son las subdivisiones dentro de una misma casta. Son unidades endógamas y en la práctica se cuentan por millares repartidas por toda India.

### La reencarnación en las castas
Al morir el cuerpo, el alma afronta su destino (karma) transmigrando a un cuerpo inferior o superior. Los hinduistas creen que. quienes siguen fielmente la senda del deber (dharma), en la próxima reencarnación renacerán en la siguiente casta superior.
La persona que viole su deber dhármico, renacerá en el vientre de una madre paria o incluso nacerá en alguna especie animal.

### Aspectos importantes deldharmao senda del deber
- El matrimonio con una persona de inferior varna se considera impuro y contaminante.
- Aceptar alimentos tocados o cocinados por una persona de casta inferior también es contaminante.
- El mero contacto de la sombra de un shudra y de un brahmán (sacerdote hinduista) arruina el dharma de ambos.

Las castas (y de modo especial el papel de los brahmanes) se basan en el poder que radica en la monarquía y el Estado hindú. Con el debilitamiento progresivo del Estado hindú, las castas llegaron a separarse de la monarquía y terminaron sobreviviendo a la institución monárquica, un proceso que condujo en general al encumbramiento de los brahmanes. Por el contrario, en el pequeño Estado de Pudokkottai, en el centro del Tamilnadu, donde hasta unos años se mantenía la monarquía, los brahmanes realizaban los rituales por encargo del rey y se convirtieron en emblema de la soberanía del rey. En contrapartida, el rey daba tierras a los brahmanes. Pudokkottai es un ejemplo que ilustra que el poder de los brahmanes está directamente relacionado con el poder del rey, y que la pureza de los brahmanes está subordinada a su dependencia respecto del patrocinio del rey.

## El sistema de castas en la diáspora
El sistema de castas existe tradicionalmente desde la antigüedad en países donde el hinduismo ha sido la religión predominante, como la isla de Bali (en Indonesia), Bangladés, Nepal y Pakistán. En Bali las castas tienen características especiales, pues allí no existen los intocables.
Un estudio titulado «Sin escape: discriminación de castas en el Reino Unido» encontró que las comunidades indias del Reino Unido mantienen las prácticas de discriminación que existen en la India. Según este estudio, aproximadamente cincuenta mil personas sufren discriminación dentro de sus propias comunidades por ser descendientes de la casta de los dalits (intocables).
El informe denuncia que las parejas que se casan fuera del sistema de castas sufren “violencia, intimidación y exclusión”. El miembro del parlamento británico Jeremy Corbyn de Islington North, manifestó estar horrorizado al “darse cuenta de que el sistema de discriminación de castas ha sido exportado”.
El sistema de castas de la India también se extendió a aquellos países que alguna vez estuvieron bajo el mandato colonial británico y donde hoy en día la población india es mayoría o una minoría significativa, como en Fiyi, Guyana, Trinidad y Malasia.

### Sistema de castas en la India moderna
Los miembros de las clases altas consideran a los miembros de las clases bajas como impuros. Los matrimonios entre castas, aunque no son ilegales, no son reconocidos. El sistema de intocabilidad fue oficialmente abolido por la ley constitucional india de 1950, sin embargo, en la práctica no ha sido eliminado debido a la lealtad de clases, esto es cierto en todas las comunidades hinduistas, pero especialmente en las zonas rurales.